# Семёнов, Борис Иванович
Борис Иванович Семёнов (1927 или 1930 — неизвестно) — советский хоккеист, футболист, защитник.
Воспитанник челябинского хоккея. Выступал за челябинские клубы «Дзержинец» / «Авангард» (1949/50 — 1954/55) и «Буревестник» (1955/56 — 1956/57). В сезонах 1957/58 — 1959/60 играл за СК им. Свердлова / «Молот» Пермь. В чемпионате СССР провёл девять сезонов (1949/50 — 1954/55, 1956/57 — 1957/58, 1959/60). Чемпион РСФСР 1955/1956.
В первенстве СССР по футболу играл за команды «Динамо» Челябинск (1947—1948), «Дзержинец» / «Авангард» Челябинск (1950—1955), «Звезда» Пермь (1968).
Тренировал футбольные команды ЧМЭК, группы подготовки «Локомотива» Челябинск.